# Церква Перенесення мощей святого Миколая (Капустинці)
Церква Перенесення мощей святого Миколая в Капустинцях — парафія і храм греко-католицької громади Улашківського деканату Бучацької єпархії Української греко-католицької церкви в селі Капустинці Чортківського району Тернопільської области.

## Історія церкви

Внутрішнє оздоблення

Парафія в селі Сосулівка утворена у 1991 році. До будівництва власного храму богослужіння проводили в орендованому приміщенні — будинку о. Ковча. Згодом цей будинок передали Згромадженню Сестер Пресвятої Родини; у радянський період у ньому знаходилася школа.
Новий храм був збудований у 2013 році. 22 травня того ж року його освятив єпископ Бучацької єпархії владика Димитрій Григорак.
При парафії з 1997 року діє братство «Апостольство молитви».

## Парохи
- о. Василь Ковч (до 1939)
- о. Михайло Кисіль
- о. Мирослав Мартинюк
- о. Іван Сеньків
- о. Михайло Ковальчук (від 2013)